# Tim Robinson
Tim Robinson (Yorkshire, 1935 — Londres, 3 de abril de 2020) foi um escritor e cartógrafo inglês.
Morreu em Londres, em 3 de abril de 2020, vítima da COVID-19.

## Principais publicações
- Stones of Aran: Pilgrimage (The Lilliput Press, 1986)
- Connemara: A One-Inch Map, with Introduction and Gazetteer (Folding Landscapes, 1990)
- Stones of Aran: Labyrinth (Lilliput Press, 1995)
- Oileáin Arann: A Map of the Aran Islands, with a Companion to the Map (Folding Landscapes, 1996)
- Setting Foot on the Shores of Connemara (The Lilliput Press, 1996)
- The Burren: A Map of the Uplands of North-West County Clare (Folding Landscapes, 1999)
- My Time in Space (The Lilliput Press, 2001)
- Tales and Imaginings (The Lilliput Press, 2002)
- Connemara: Listening to the Wind (Penguin Ireland, 2006)
- Connemara: The Last Pool of Darkness (Penguin Ireland, 2008)
- Connemara: A Little Gaelic Kingdom (Penguin Ireland, 2011)